# Air Italy (2005)
Air Italy era una compagnia aerea charter italiana, con sede a Gallarate, acquistata integralmente da Meridiana il 15 ottobre 2011. Il marchio entrò definitivamente a far parte del gruppo, operando voli per conto di meridiana, adottando successivamente anche la livrea di quest'ultima. A partire dal 15 marzo 2013 la compagnia effettuò tutti i voli per conto di Meridiana, con codice IATA IG e ICAO ISS.
Il 28 febbraio 2018 fu completamente integrata in Meridiana. A partire dal 1º Marzo 2018, avendo nel frattempo adottato la denominazione commerciale di "Meridiana Fly", cambiò la ragione sociale in AIR ITALY S.p.A con sede ad Olbia.

## Storia

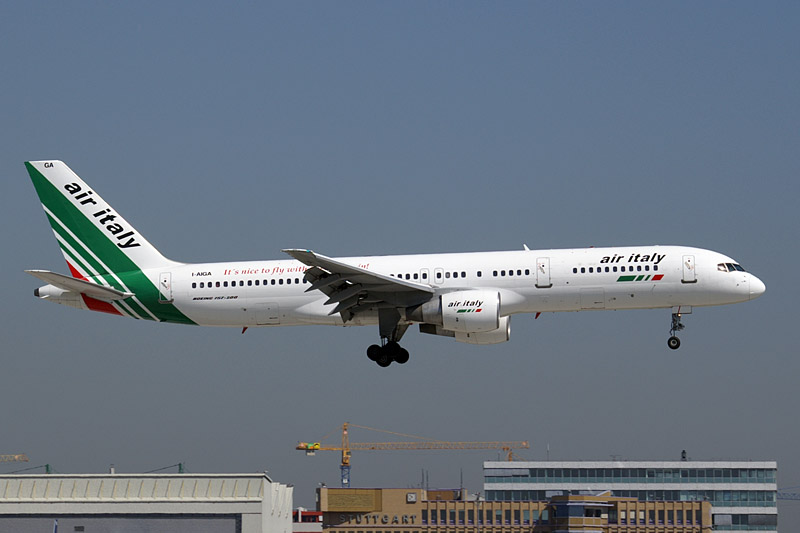
Un Boeing 757-200 nella prima livrea di Air Italy.

Air Italy S.p.A. fu fondata nel 2005 per svolgere attività di trasporto aereo charter nel corto, medio e lungo raggio. Il primo volo fu effettuato il 29 maggio 2005 dall'aeroporto di Torino-Caselle all'Aeroporto di Budapest-Ferihegy.
La prima livrea della compagnia era molto simile a quella di Air France, privilegiando comunque il tricolore italiano. Nel giugno 2007 furono avviati anche i primi collegamenti regolari.
Nel 2011 fu annunciato un progetto di integrazione progressiva con la compagnia aerea Meridiana, che nell'ottobre dello stesso anno acquistò il 100% del pacchetto azionario. A partire da quel momento il marchio Air Italy fu progressivamente rimpiazzato dalla livrea di Meridiana sull'intera flotta. Il certificato operativo rimase comunque attivo anche quando il vettore iniziò ad operare con la denominazione commerciale di "Meridiana Fly".
Il 26 giugno 2011 Air Italy stabilì un record con un Boeing 767-200, immatricolato I-AIGH, che atterrò all'aeroporto dell'isola di Skiathos (Grecia). Era l'aereo più grande mai atterrato su quella pista, lunga 1.620 metri.

## Flotta

### Flotta storica
Nel corso degli anni, Air Italy ha utilizzato i seguenti tipi di aeromobili:

## Manutenzione
Air Italy affidava la manutenzione degli aeromobili alla controllata AirItaly AMO, azienda certificata EASA Part 145 presente sugli aeroporti di Milano Malpensa, Napoli e Verona (hangar).

## Logo
Il logo di Air Italy raffigurava una fenice che, com'è risaputo, è un animale mitologico in grado di rinascere dalle proprie ceneri dopo la morte. Il motivo di tale scelta è da attribuire al fatto che Air Italy rinasceva anche dalle ceneri di Air Europe: con molti ex dipendenti e un sistema simile di management.

## Società controllate
Air Poland (ex Air Italy Polska)

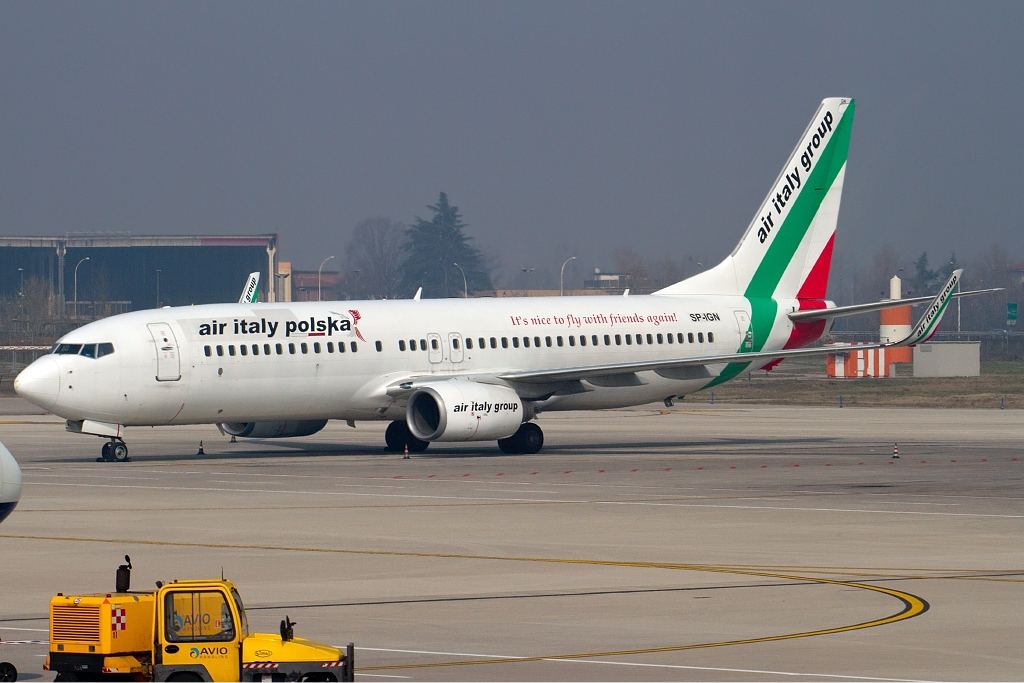
Un Boeing 737-800 con le scritte Air Italy Polska.

Il 30 aprile 2007 Air Italy, per il tramite della controllata Aviation One, aveva dato vita ad una nuova compagnia chiamata Air Italy Polska (successivamente ribattezzata Air Poland) basata a Varsavia e con parte del capitale sociale sottoscritto da investitori polacchi. Aveva assunto il codice ICAO AEI.

La nuova società iniziò ad operare nel mese di novembre 2007 con un Boeing 757 precedentemente utilizzato da Air Italy effettuando voli charter a medio-lungo raggio dalla Polonia, in particolare dalla capitale Varsavia (base di armamento) e dall'aeroporto di Katowice.
Nell'inverno 2007-2008 le destinazioni più frequenti furono Varadero (Cuba), Bangkok (Thailandia) e Goa (India).
Per la stagione estiva 2008 la compagnia prese in leasing un altro Boeing 757 e, il 25 aprile, ebbe luogo il primo volo del secondo Boeing con destinazione Hurgada (Egitto). Ancora nel 2008 furono raggiunte, anche da altre città polacche, Cuba, Cipro, Egitto, Grecia, Italia, Marocco, Spagna, Tunisia e Turchia. Nel 2010, due Boeing 737-800 entrarono in flotta con le registrazioni EI-EOJ e SP-IGN.

L'11 febbraio 2012 la finanziaria Swiss Capital Holdings AG completò il processo di acquisizione di Air Poland (ragione sociale adottata il 13 aprile 2011). La società interruppe però tutte le attività nella primavera del 2012.

#### Air Italy Egypt (ex Euro Mediterranean Airlines)

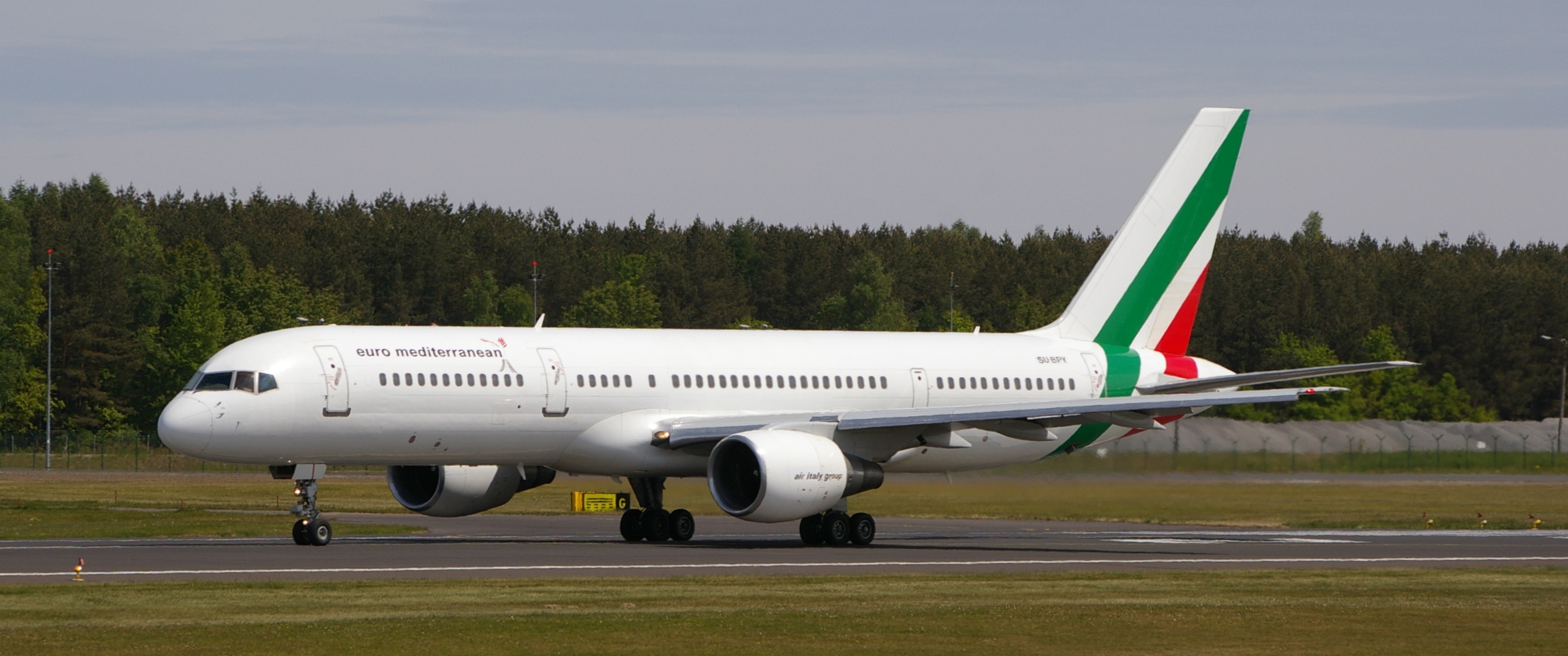
Un Boeing 757-200 con la scritta di Euro Mediterranean Airlines.

Fu fondata nel 2006 come joint-venture tra Air Italy (75% delle azioni) e un tour operator egiziano (25% delle azioni). Iniziò le operazioni nella primavera del 2007 con la denominazione Euro Mediterranean Airlines utilizzando un Boeing 757-200 immatricolato SU-BPY. Nel settembre 2009 l'aereo venne restituito alla società di leasing e fu adottata la denominazione Air Italy Egypt. Era programmato di utilizzare anche un Boeing 737-800 di Air Italy ma le operazioni cessarono quasi subito, nell'autunno del 2009.